# هوموک‌مدی
هوموک‌مِدی (به مجاری:  Homokmégy) یک منطقهٔ مسکونی در مجارستان است که در ناحیه کالوچا واقع شده‌است. هوموک‌‌مِدی ۷۰٫۳۳ کیلومتر مربع مساحت و ۱٬۵۴۴ نفر جمعیت دارد.